# Brink (Computerspiel)
Brink (Eigenschreibweise BRINK) ist ein klassenbasiertes Ego-Shooter-Computerspiel, das von Splash Damage entwickelt und von Bethesda Softworks im Mai 2011 für Microsoft Windows, PlayStation 3 und Xbox 360 veröffentlicht wurde. Die PC-Version wurde am 22. August 2017 auf ein free-to-play Geschäftsmodell umgestellt.

## Handlung
Brink ist einer postapokalyptischen Welt angesiedelt, in der die Landmassen der Erde überschwemmt wurden. Die Überlebenden befinden sich auf einer schwimmenden Stadt The Ark (engl. die Arche) auf der sich die Herrscher und Rebellen in einem dauerhaften Konflikt befinden.

## Entwicklung
Entwickler Splash Damage verwendete die id Tech 4 Engine, die OpenGL als Renderer und MegaTextures verwendet. Aus Leistungsgründen wurden Schatten mit Shadow Mapping berechnet. Das Spiel bietet Umgebungsverdeckung, Tiefen- und Bewegungsunschärfe, weiche Partikel und Multisampling-Kantenglättung.
Auf die technischen Schwierigkeiten bei den Konsolenportierungen reagierte Splash Damage mit Patches. Um die Kunden milde zu stimmen, wurde das erste DLC kostenfrei angeboten.
Ohne große Vorankündigung wurde Brink 2017 als free-to-play bei Steam umgestellt. Nachdem man das Spiel Jahre nach der kommerziellen Verwertungsdauer eine Zeit lang für 99 Cent verkaufte, entschloss man es komplett kostenfrei zur Verfügung zu stellen, um mit DLC-Verkäufen Folgeeinnahmen zu erwirtschaften.

## Spielprinzip
Als Soldat versorgt man sich und Kameraden mit Munition. Zudem ist die Klasse die einzige, um Bomben zu platzieren und damit Missionsziele zu erfüllen. Zudem besitzt er neben Granaten auch Molotowcocktails. Der Techniker kann Generatoren wieder instand setzen, MG-Nester aufbauen und Bomben entschärfen. Der Agent kann sich getarnt als gegnerischer Soldat hinter feindlichen Linien agieren. Sanitäter können gefallene Mitspieler insbesondere den VIP in Eskortmissionen wiederbeleben. Waffen und Spielfiguren sind stark anpassbar, wobei sich dies mit drei Körpergrundtypen auch auf die Agilität und die tragbare Bewaffnung auswirkt. Der Hersteller selbst bezeichnet das System als SMART kurz für Smooth Movement Across Random Terrain.

## Rezeption
Christoph Hofmann von GamersGlobal bewertete das Spielprinzip als komplex, wobei die unterschiedlichen Klassen im Mehrspielermodus zusammenarbeiten müssen. Für Einzelspieler eigne es sich nicht, auch wenn die Bots intelligent programmiert seien. Fabian Siegismund von GameStar hob ebenfalls die konzeptionelle Stärke hervor, bemerkte jedoch Schwächen in der Umsetzung. Tobias Veltin von GamePro gab sich enttäuscht von der technischen Umsetzung und Punkto Grafik und Netzwerkprotokoll. Ingo Delinger von Gamereactor stimmte dem hinzu. Dennoch böte Brink willkommene Abwechslung im übersättigten Online-Shooter-Segment. Robert Horn von PC Games merkte an, dass das Spiel eine lange Einarbeitung verlange. Enttäuschend seien die dynamischen Missionen und die schlechte balancierte Waffenauswahl. Jürgen Krauß von Games Aktuell lobte den hohen Spielumfang und hob die flüssige Fortbewegung positiv hervor. Benjamin Schmädig von 4Players machte starke Unterschiede zwischen den Plattformen aus. Selbst mit halbierter Spielerzahl auf den Konsolen laufe das Spiel nicht so flüssig wie in der PC-Fassung. Die Mängel im Netzwerkspiel seien bei der Xbox 360 dermaßen gravierend, dass vom Kauf abgeraten werde.